# Hieratisme
L'heredetarisme (hieratisme), o expressió hieràtica d'una imatge, està referit al posat sever i solemne, que no deixa entreveure cap sentiment.
L'expressió es va començar a aplicar a les imatges de trets durs i poc expressives pròpies de l'escultura grega, egípcia, oriental o precolombina. En aquesta disciplina és, de fet, sinònim de solemnitat, ja que acostuma a relacionar-se amb les divinitats religioses que es representen, però, alhora, són també signe d'un art arcaic i poc desenvolupat que no arriba al nivell d'expressar moviment i acció.
Dins del llenguatge de la història de l'art, el qualificatiu “hieràtic” ha estat utilitzat també en altres representacions artístiques com la pintura, especialment referit als mateixos períodes i simbologia divina que en l'escultura, si bé fent èmfasi en la forma més que en el color, inexistent en l'escultura i present en la pintura.
Específicament, s'associa el terme "pintura hieràtica" amb el període romà d'Orient i la seva influència, que arribà fins al gòtic.
Encara dins del període tardogòtic dels primitius flamencs i, especialment representat per la pintura de Jan van Eyck, el hieratisme va ser present en un estil que prioritzava el realisme solemne d'una pintura sovint carregada de simbolisme per sobre de cercar un dinamisme que vindria amb el Renaixement, i posteriorment el barroc.
Per extensió de l'ús en elements inerts, com les escultures, s'aplica el terme a actituds o comportaments en persones vives per destacar la seva fredor o falta de reacció espontània.